# Kai Reus
Kai Reus (né le 11 mars 1985 à Winkel) est un coureur cycliste néerlandais.

## Biographie
Champion du monde junior et vainqueur de la Coupe du monde UCI Juniors en 2003, Kai Reus intègre l'équipe espoirs de la Rabobank en 2004. Il y acquiert des victoires prometteuses, dont le Triptyque des Barrages, Liège-Bastogne-Liège espoirs et deux Tours de Normandie. En juin 2006, il remporte les titres de champion des Pays-Bas de la course en ligne et du contre-la-montre chez les espoirs. Le mois suivant, il accède à l'équipe première de la Rabobank.

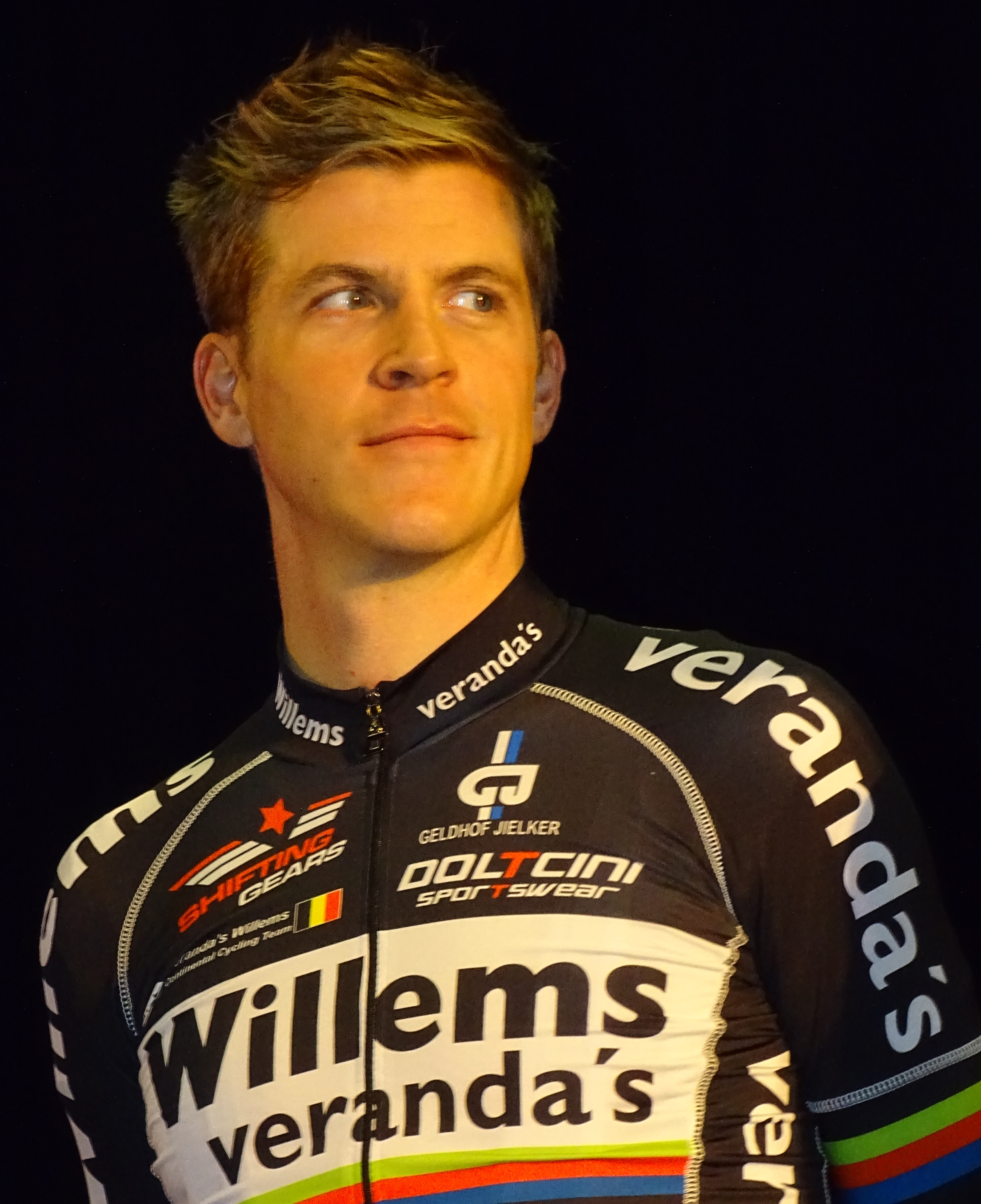
Kai Reus lors du départ de la Handzame Classic 2015 à Bredene.

Durant le mois de juillet 2007, il chute à l'entraînement dans la descente du col de l'Iseran. Souffrant de fractures d'une clavicule et de trois côtes ainsi que d'une hémorragie cérébrale, il est plongé dans un coma artificiel pendant onze jours, puis quitte l'hôpital en août.
Il ne court plus jusqu'à la fin de la saison 2008, reprenant la compétition officielle à l'occasion du Tour du Missouri. Il gagne pour la première fois depuis 2006 un an plus tard en remportant la deuxième étape du Tour de Grande-Bretagne en solitaire. Il s'empare du maillot de leader de classement général à cette occasion.
En début d'année 2010, une mononucléose lui est diagnostiquée. Éloigné de la compétition une nouvelle fois, il reprend lors du Grand Prix de Francfort le 1er mai. Il ne parvient pas à retrouver son niveau et décide de mettre sa carrière entre parenthèses le 7 septembre.
Annonçant en avril 2011 son souhait de revenir à la compétition en 2012, il fait finalement son retour le 15 juin 2011 en s'engageant avec l'équipe De Rijke. Deux mois après ce retour, il gagne la 1re étape de Mi-août en Bretagne.
Alors qu'il s'engage dans l'équipe américaine UnitedHealthcare pour 2012, il s'adjuge la septième étape escarpée du Tour du Portugal à Sabugal.
Fin 2014, il signe un contrat en faveur de l'équipe continentale belge Verandas Willems. 
Après un bon début de saison 2016, il se voit offrir un contrat professionnel par son équipe. Il décide cependant de décliner cette offre et rejoint la formation néerlandaise Roompot-Oranje Peloton. Il annonce la fin de sa carrière quelques mois plus tard.

## Palmarès
- 2002
  - Trophée des Flandres
- 2003
  - Coupe du monde UCI Juniors
  -  Champion du monde sur route juniors
  -  Champion des Pays-Bas du contre-la-montre juniors
  - Euregio Autolease Heuvelland Tour :
    - Classement général
    - 2ea étape

  - Trois Jours d'Axel :
    - Classement général
    - 4e étape

  - 4e étape du Tour de Lorraine juniors (contre-la-montre)
  - Tour du Pays de Vaud :
    - Classement général
    - Prologue

  - Tour de l'Abitibi :
    - Classement général
    - 6e étape

  - Tour d'Irlande juniors :
    - Classement général
    - 2e et 3e étapes

  - 3e du Circuit Mandel-Lys-Escaut juniors
- 2004
  - Triptyque des Barrages
  - 1re étape du Grand Prix Guillaume Tell
- 2005
  - Tour de Normandie :
    - Classement général
    - 4e étape

  - Grand Prix Pino Cerami
  - Tour de Thuringe :
    - Classement général
    - 2e étape

  - 3e et 5eb (contre-la-montre) étapes du Circuito Montañés
  - 3e du Tour de Hollande-Septentrionale
- 2006
  -  Champion des Pays-Bas sur route espoirs
  -  Champion des Pays-Bas du contre-la-montre espoirs
  - Tour de Normandie :
    - Classement général
    - Prologue et 5e étape

  - Tour de Hollande-Septentrionale
  - Liège-Bastogne-Liège espoirs
  - 3e du Tour de Cologne
- 2009
  - 2e étape du Tour de Grande-Bretagne
- 2011
  - 1re étape de Mi-août en Bretagne
- 2012
  - 7e étape du Tour du Portugal
- 2015
  - Contre-la-montre par équipes de Borlo
  - 1re étape du Ronde van Midden-Nederland (contre-la-montre par équipes)

## Classements mondiaux
| Année           | 2005 | 2006 | 2007 | 2008 | 2009 | 2010 | 2011 | 2012 | 2013 | 2014 | 2015 |
| --------------- | ---- | ---- | ---- | ---- | ---- | ---- | ---- | ---- | ---- | ---- | ---- |
| UCI Europe Tour | 17e  |      |      |      |      |      | 796e | 656e | nc   | nc   | 689e |